# عباس الجمل
عباس الجمل (به انگلیسی: Abbas El Gamal) (متولد ۱۹۵۰) مهندس برق، نظریه اطلاعات دان و کارآفرین است.
وی استاد کرسی هیتاچی آمریکای شمالی در مدرسه مهندسی دانشگاه استنفورد و از ۱ سپتامبر ۲۰۱۲ رئیس دانشکده مهندسی برق است. او برنده جایزه کلود شانون سال ۲۰۱۲ است.
عباس الجمل لیسانس مهندسی برق خود را در ۱۹۷۲ از دانشگاه قاهره، فوق لیسانس خود را در آمار و پی اچ دی خود را در مهندسی برق در ۱۹۷۷ و ۱۹۷۸ از دانشگاه استنفورد دریافت کرد. از ۱۹۷۸ ال ۱۹۸۰ استادیار مهندسی برق در USC بود. او از ۱۹۸۱ عضو هیئت علمی دانشگاه استنفورد بوده‌است.
پروفسور الجمل نقشهایی کلیدی در چندین شرکت سیلیکن ولی داشته‌است.